# Terra indígena de la Vall del Javarí
La terra indígena de la vall del Javarí (portuguès: Vale do Javari) és una de les terres indígenes més extenses del Brasil. Està situada en un extrem occidental del estat de l'Amazones, prop de la frontera amb el Perú. El seu nom prové del riu Javarí, que és el principal riu de la regió i que a més ha marcat la frontera entre el Brasil i el Perú des de 1851. Altres rius importants de la regió són el Quito, l'Itaguaí i l'Itui.

## Territori
Fou demarcada per decret del president Fernando Henrique Cardoso el 2 de maig de 2001. L'àrea total de les àrees indígenes de Vall del Javari sumen 85.444 km² (una àrea major que tota Àustria), on resideixen uns 3.000 indígenes de diferents ètnies el grau de contacte de les quals amb el món exterior varia. És habitada per diferents pobles indígenes, com els marubos, mayoruna, matis, kanamarís i culina. També s'hi troben, dins de la reserva, al menys quatre grups no contactats. És la regió que presenta la major densitat de pobles indígenes aïllats del món. En total, els habitants en el moment de la demarcació sumaven 3.961 individus.
Aquests grups tindrien entre 1500 i 2000 membres i pertanyen almenys a vuit grups diferents: aïllats del Quixito, aïllats de l'Itaquai (korubos), aïllats del Jandiatuba, aïllats de l'alt Jutai, aïllats del San José, aïllats de riu Branco, aïllats del Javarí mitjà i els aïllats del Jaquirana-Amburus. Tots aquests pobles no contactats sumen uns dinou llogarets identificades des de l'aire, i molt poc se sap sobre ells o les seves llengües.

## Successos
A l'octubre de 2009, una avioneta va fer un aterratge d'emergència en plena reserva. Alguns matis van trobar a nou dels onze supervivents, que van ser evacuats de la reserva en helicòpter.
La vall del Javarí registra una alta taxa de suïcidis (142 per cada 100.000 habitants), més que qualsevol altre lloc del Brasil. La regió també pateix actualment la pressió depredadora de la tala de boscos, els traficants de droga, caçadors i pescadors.

## Mitjans
Vale do Javari és l'escenari de The Unconquered: In Search of the Amazon's Last Uncontacted Tribes (2011) de l'escriptor de National Geographic Scott Wallace. Detalla una expedició de 76 dies el 2002 dirigida per Sydney Possuelo per trobar l'estatus de la "gent de la fletxa", una tribu sense contacte.